# Jan Griffier I

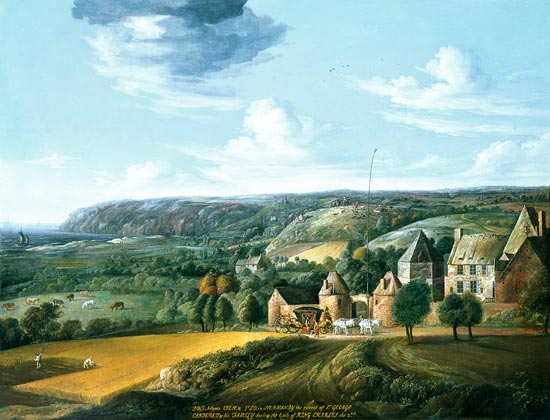
Gemälde des Manoir de Potrel. Griffier rekonstruierte somit ein Bauwerk in der nachmaligen Gemeindegemarkung von Dragey-Ronthon.

Jan Griffier (* um 1652 in Amsterdam; † 1718 in London) war ein aus den Niederlanden stammender Landschaftsmaler und Radierer. In England war er unter dem Namen Gentleman of Utrecht bekannt.

## Leben
Eine wesentliche Quelle für das Leben von Jan Griffier stellt die biographische Skizze dar, die der niederländische Kunstschriftsteller Arnold Houbraken 1718 über ihn verfasste. Daneben sind viele Details seines Lebens in England durch Horace Walpole (Some Anecdotes of Painting in England, 1762) überliefert worden.
Griffier begann zuerst eine Lehre als Schreiner, mochte diesen Beruf aber nicht. Auch eine Lehre als Töpfer sagte ihm nicht zu. Nachdem er für einige Zeit vorzugsweise Blumen gemalt hatte, wandte er sich unter der Leitung seines Freundes Roelant Roghman der Landschaftsmalerei zu. In Amsterdam suchte er Unterricht bei großen Meistern wie Rembrandt, Ruysdael, Lingelbach u. a. zu erhalten und wurde mit deren verschiedenartigen Stilen vertraut. Spuren ihres Einflusses lassen sich in allen seinen Arbeiten feststellen. Vielleicht wirkte Herman Saftleven am stärksten auf ihn. Griffier folgte seinem Freund, dem Landschaftsmaler Jan Looten, nach England, wo er sich bereits zur Zeit des Großen Brandes von London (1666) aufhielt.  Er verfertigte eine große Zeichnung dieses Brandes, von der ein Farbstich durch W. Birch im zweiten Band des Antiquarian Repertory veröffentlicht wurde.
In der Folge ließ sich Griffier in London nieder und gewann hier bald Ansehen. Er lernte noch bei Looten und verheiratete sich. Im Laufe der Zeit wurde er ein geschickter Kopist nach Werken niederländischer und italienischen Meister.  Für seine Bilder, die vorzugsweise italienische Ruinen-, Rhein- und Themse-Landschaften, Marinen sowie Ansichten von London darstellten, erzielte er hohe Preise. Seine Rhein- und Mosellandschaften zeigen von hohen Gebirgen eingeschlossene Flusstäler, deren Abhänge mit zahlreichen akkurat gezeichneten Bauwerken, Schiffen und Figuren versehen sind. Als er sich viel Geld verdient hatte, kaufte er eine Yacht, auf der er sich mit seiner Familie und seinen Malereiutensilien wohnlich einrichtete. Er segelte auf der Themse und hielt sich bald bei Windsor, bald bei Greenwich und anderen Orten in der Nähe Londons auf. Die Gemälde, die er während dieser Zeit ausführte, werden zu seinen besten gezählt.
Nachdem Griffier so einige Zeit auf dem Wasser gelebt hatte, wollte er 1695 nach seinem Geburtsort zurückkehren. Er segelte mit einem Schiff von London ab, strandete aber vor der Mündung des Vlie auf einer Sandbank. Er rettete zwar mit seiner Familie das Leben, doch ging fast sein ganzes Eigentum verloren. Griffier ließ sich nun in Rotterdam nieder, kam hier wieder zu Geld und kaufte sich bald danach ein anderes Boot, das er sich ebenfalls zur Wohnung und Werkstätte einrichtete. Mit diesem machte er verschiedene Reisen auf den niederländischen Binnengewässern. Auf einer dieser Fahrten nach Dordrecht geriet er auf Grund und musste dort acht Tage verharren, ehe das Schiff wieder flott gemacht werden konnte. Als er sich etwa zehn Jahre in den Niederlanden aufgehalten hatte, ließ er sich überreden, noch einmal nach England zu ziehen, wo er die besondere Gunst des Herzogs von Beaufort gewann. Er blieb nun endgültig auf den Britischen Inseln, kaufte ein Haus in Millbank, London, und starb 1718, woraufhin seine Gemälde im Covent Garden versteigert wurden.
In seinen Landschaftsbildern liebte Griffier insbesondere Reichtum an Vegetation und durchschlängelnde Bäche und Flüsse. Auch brachte er gern Schiffe und andere Fahrzeuge an. Fast alle seine Bilder zeigen eine große Sorgfalt in der Ausführung. Nach Zeichnungen von Francis Barlow radierte er fünf große Blätter mit Vögeln in einer von Fr. Place publizierten Folge, daneben auch sieben kleinere Blätter mit vierfüßigen Tieren. Er malte auch sechs Illustrationen der Fabel vom Bauern, seinem Sohn und dem Esel, die von Paul van Somer radiert wurden.
Seine beiden Söhne Robert (um 1675–nach 1727) und Jan Griffier II  (1688–um 1750) betätigten sich gleichfalls als Maler.